# Celles-sur-Aisne
Celles-sur-Aisne ist eine französische Gemeinde mit 252 Einwohnern (Stand: 1. Januar 2022) im Département Aisne in der Region Hauts-de-France (frühere Region: Picardie). Sie gehört zum Arrondissement Soissons, zum Kanton Fère-en-Tardenois und zum Gemeindeverband Val de l’Aisne. Die Einwohner werden als Cellois(es) bezeichnet. Die Gemeinde ist Trägerin des Croix de guerre 1914–1918.

## Geographie
Die Gemeinde Celles-sur-Aisne mit den Ortsteilen Chimy und La Courtabois liegt 13 Kilometer östlich von Soissons an der Aisne. Die Aisne begrenzt das Gemeindegebiet nach Süden. Nachbargemeinden sind Nanteuil-la-Fosse und Sancy-les-Cheminots im Norden, Aizy-Jouy und Vailly-sur-Aisne im Osten, Chassemy und Condé-sur-Aisne im Süden und Chivres-Val im Westen.

## Bevölkerungsentwicklung
| Jahr                       | 1962 | 1968 | 1975 | 1982 | 1990 | 1999 | 2006 | 2013 | 2021 |
| Einwohner                  | 217  | 220  | 224  | 193  | 216  | 205  | 245  | 260  | 255  |
| Quellen: Cassini und INSEE |      |      |      |      |      |      |      |      |      |

## Sehenswürdigkeiten

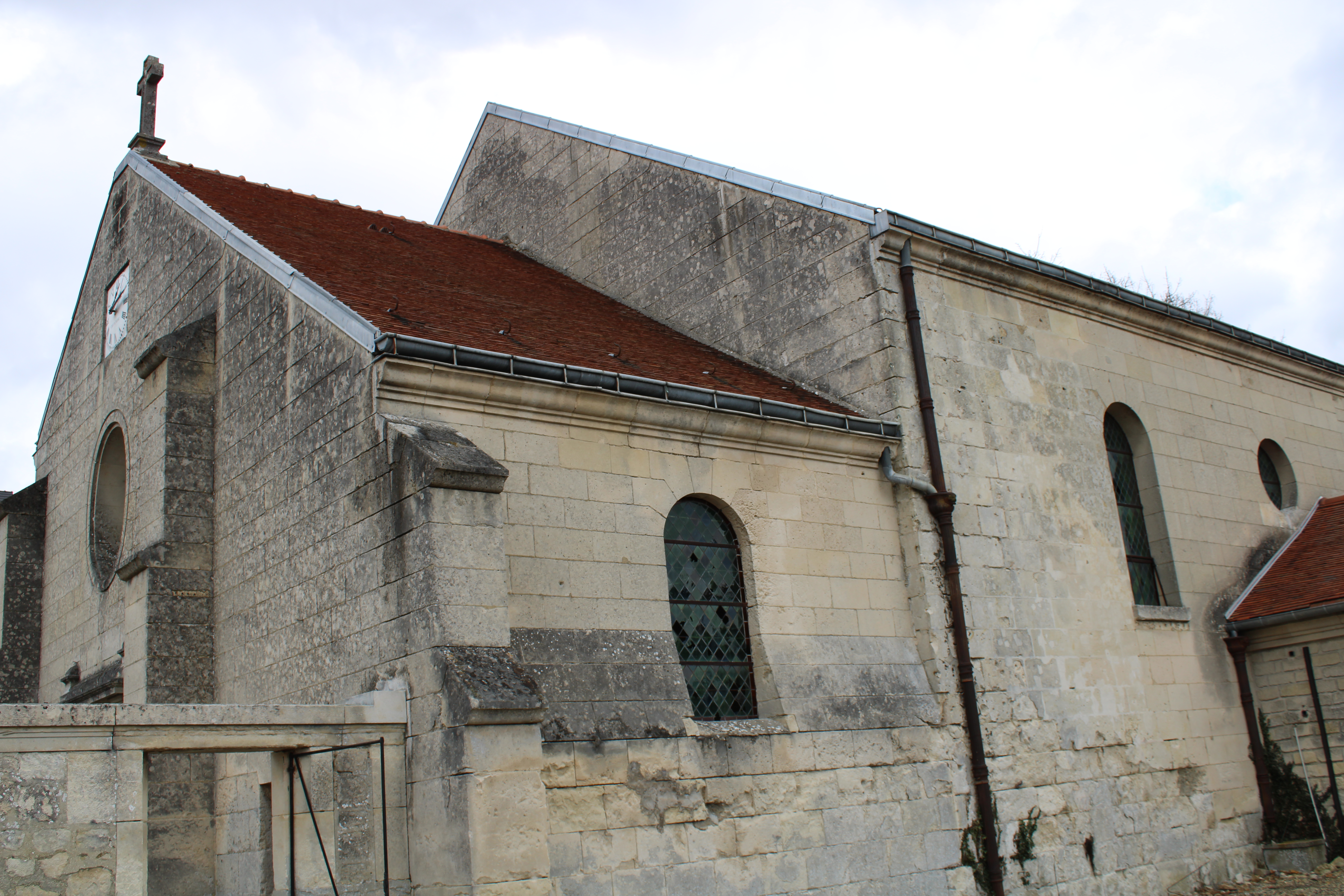
Kirche Saint-Laurent
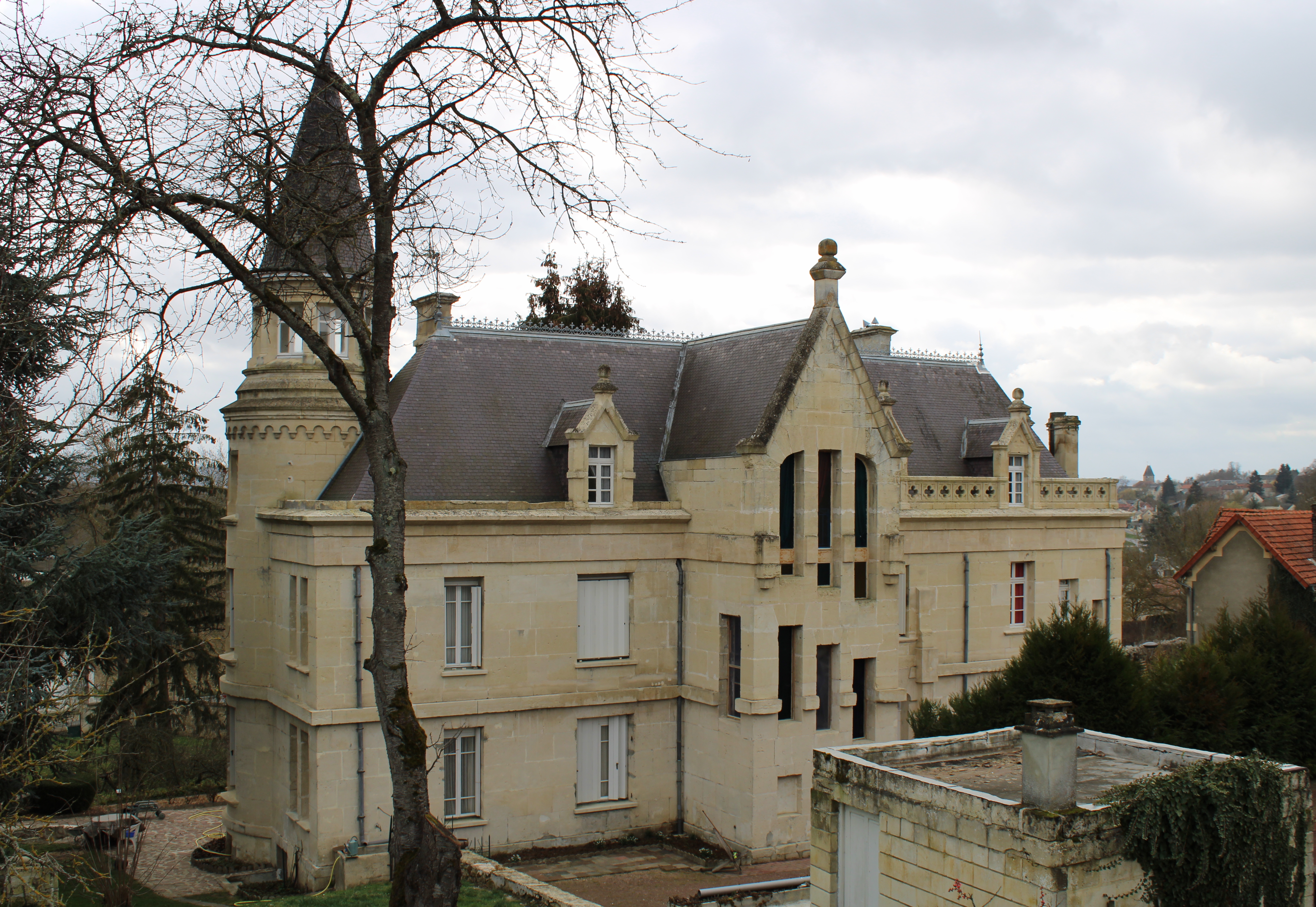
Schloss
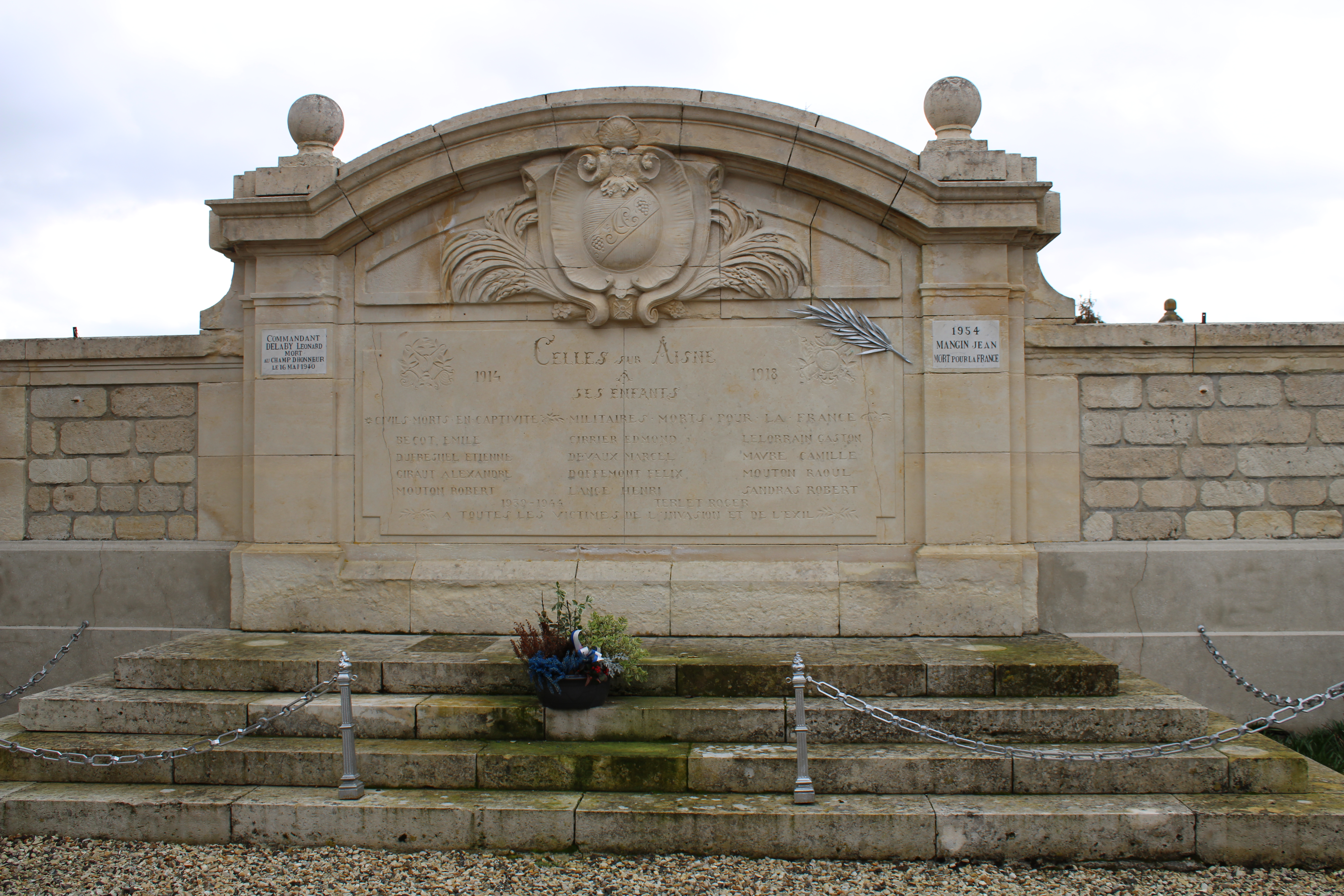
Gefallenendenkmal

- Kirche Saint-Laurent
- Schloss
- Gefallenendenkmal